# 伊尔比特区
伊尔比特区（羅馬化：Irbitskiy rayon）是俄罗斯斯维尔德洛夫斯克州的一个区，行政中心为伊尔比特。该区2021年人口有27,502人；2010年人口30,331；2002年人口33,350；1989年人口35,056。